# آناهیت تسیتسیکیان
آناهیت تسیتسیکیان (ارمنی: Անահիտ Ցիցիկյան؛ ۲۶ اوت ۱۹۲۶ – ۲ مهٔ ۱۹۹۹) آموزگار موسیقی، استاد دانشگاه، تاریخ‌نگار، موسیقی‌دان کلاسیک، موسیقی‌شناس اقوام، نوازنده ویولن کلاسیک و کنسرت مایستر اهل ارمنستان بود. وی نخستین بانوی نوازنده سرشناس ویولون اهل ارمنستان بود.

## زندگی‌نامه
وی در ۲۶ اوت ۱۹۲۶ در سن پترزبورگ به دنیا آمد و از کنسرواتوار مسکو و کنسرواتوار دولتی کومیتاس ایروان فارغ‌التحصیل گشت. وی در سال ۱۹۶۷ عنوان افتخاری «هنرمند مردمی ارمنستان شوروی» را کسب نمود؛ و در حدود ۴۰ سال در کنسرواتوار دولتی کومیتاس ایروان تدریس نمود. وی در ۲ مهٔ ۱۹۹۹ در سن ۷۲ سالگی در ایروان درگذشت.

## نگارخانه

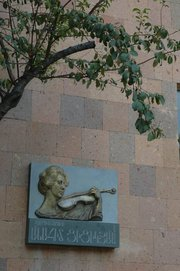

## جوایز
- هنرمند مردمی ارمنستان شوروی